# Командир щасливої «Щуки»
«Командир щасливої „Щуки“» (рос. «Командир счастливой „Щуки“») — радянський художній фільм 1972 року. Героїко-пригодницька картина про моряків-підводників Північного флоту під час Німецько-радянської війни.

## Сюжет
У 1942 році, коли німецькі війська готувалися до захоплення Мурманська, радянське командування вирішило активізувати діяльність Північного флоту. Екіпаж підводного човна «Щ-721» виконує завдання зі знищення ворожого транспорту з солдатами і боєприпасами. Підводний човен Олексія Строгова вважається щасливим. Екіпаж під його керівництвом творить чудеса і виплутується зі складних ситуацій. Також Олексій Строгов розробляє тактику бесперіскопної торпедної атаки всупереч скептицизму колег і керівництва. В ході виконання бойового завдання на борт човна довелося прийняти евакуйований екіпаж іншого радянського підводного човна. Гітлерівці ведуть на підводний човен довге полювання. Врешті-решт він опиняється в майже безвихідній ситуації — на дні і майже без кисню. Командиру Олексію Строгову вдається врятувати човен і екіпаж, заплативши за це своїм життям…

## У ролях
- Петро Вельямінов —  капітан 3-го рангу, командир Щ-721 Олексій Петрович Строгов
- Донатас Баніоніс —  комісар Щ-721 Віктор Іонович Шеркніс  (озвучування  Олександр Дем'яненко)
- Олена Добронравова —  інженер Світлана Іванівна Веденіна
- Володимир Іванов —  червонофлотець, торпедист Щ-721 Анатолій Федорович Голик
- Михайло Волков —  капітан-лейтенант, командир підводного човна № 703 Валерій Рудаков
- Володимир Кашпур —  мічман, боцман Щ-721 Носов (Кузьмич)
- Станіслав Бородокін —  старшина 1 статті, радист Щ-721 Сергій Шухов
- Шота Мшвенієрадзе —  старшина 2 статті Шота Харадзе (Щ-721)
- Костянтин Райкін —  кок Щ-721 Булкін
- Микита Астахов —  червонофлотець
- Анатолій Борисов —  німецький адмірал
- Павло Махотін —  командувач Північним флотом, віце-адмірал
- Світлана Суховей —  Оксана
- Валентина Березуцька —  комірниця
- Євген Євстигнєєв —  Степан Лукич
- Любов Соколова —  тітка Дуся

## Знімальна група
- Режисер:  Борис Волчек
- Сценарій:  Олександр Молдавський,  Володимир Валуцький,  Борис Волчек
- Оператори:  Борис Волчек,  Валентин Макаров
- Композитор:  Олександр Зацепін
- Художник-постановник:  Володимир Аронін